# Малачівський Петро Стефанович
́
Петро Стефанович Малачівський (нар. 27 серпня 1954 року у селі Чишки Пустомитівського району Львівської області) — фахівець у галузі прикладної математики, доктор технічних наук (2009), професор (2011), завідувач лабораторії Інституту прикладних проблем механіки і математики ім. Я. С. Підстригача Національної академії наук України.

## Життєпис
В 1971 році закінчив середню школу в с. Чишки, а в 1976 р. факультет автоматики Львівського політехнічного інституту за спеціальністю прикладна математика, кваліфікація: інженер-математик.
- з 1976 року: Обчислювальний центр Львівського філіалу математичної фізики Інституту математики АН УРСР (з 1992 року — Центр математичного моделювання ІППММ ім. Я. С. Підстригача НАН України). Працював на різних інженерних і наукових посадах
- з 1990 по 1995 р. завідував відділом «Інформатики й обчислювальних методів»
- з 1995 обіймав посаду старшого наукового співробітника, а з листопада 2009 року — посаду провідного наукового співробітника Центру
- За сумісництвом — професор кафедри автоматизації та комп'ютерних технологій Української академії друкарства

## Наукові здобутки
Наукові інтереси
методи і програмно-алгоритмічні засоби опрацювання та аналізу експериментальних даних, апроксимація функцій.
Основні результати
- розвинув теорію чебишовського наближення функцій з інтерполяційними умовами й розробив методологію побудови неперервного та гладкого мінімаксного сплайн-наближення. Дослідив властивості й встановив умови існування чебишовського наближення сумою многочлена й нелінійного виразу;
- розробив методи побудови чебишовського наближення функцій багатьох змінних;
- розробив пакети програм «РАДАН» і «АпроКріо» для розв'язування задач, що зводяться до чебишовського наближення функцій.

## Праці
Автор 162 наукових праць, в тому числі 3 монографій, підручника, 3 навчальних посібників і 5 авторських свідоцтв.
- П. С. Малачивский, Я. Н. Матвийчук, Я. В. Пизюр, Р. П. Малачивский. Равномерное приближение функций двух переменных [Архівовано 13 січня 2022 у Wayback Machine.] // Кибернетика и системный анализ. — 2017. — Т. 53, № 3. — С. 111—116. 
 Malachivskyy, P. S., Matviychuk, Y. N., Pizyur, Y. V., and R. P. Malachivskyi, Uniform Approximation of Functions of Two Variables. Cybern Syst Anal 53, 426—431 (2017). https://doi.org/10.1007/s10559-017-9943-5
- P. S. Malachivskyy, L. S. Melnychok and Y. V. Pizyur, Chebyshev Approximation of the Functions of Many Variables with the Condition [Архівовано 3 лютого 2022 у Wayback Machine.], 2020 IEEE 15th International Conference on Computer Sciences and Information Technologies (CSIT), Zbarazh, Ukraine, 2020, pp. 54-57, doi: 10.1109/CSIT49958.2020.9322026.
- П. С. Малачівський, Б. Р. Монцібович, Я. В. Пізюр, Р. П. Малачівський. Чебишовське наближення раціональним виразом функцій двох змінних // Математичне та комп'ютерне моделювання. Серія: Технічні науки, -2019. -С. 75-81. 
 P. S. Malachivskyy, B. R. Montsibovych, Y. V. Pizyur, and R. P. Malachivskyi, Chebyshev approximation of functions of two variables by a rational expression, Matematychne ta Komp. Modelyuvannya, Ser. Tekhnichni Nauky, Issue 19, 75–81 (2019). https://doi.org/10.32626/2308-5916.2019-19.75-81
- П. С. Малачівський, Я. В. Пізюр, Р. П. Малачівський. Обчислення чебишовського наближення функції багатьох змінних // Обчислювальні методи і системи перетворення інформації: зб. праць V наук.-техн. конф., Львів, 4-5 жовтня 2018 р. -Львів: ФМІ НАНУ, -2018. -C. 35-38. 
 P. S. Malachivskyy, Ya. V. Pizyur, and R. P. Malachivskyi, "Calculating the Chebyshev approximation of functions of several variables, " in: Computational Methods and Systems of Information Transformation, Proc. of the 5th Sci.-Tech. Conf., Lviv, October 4–5, 2018, Lviv, Institute of Physics and Mathematics of NASU, No. 5, 35–38 (2018).
- П. С. Малачівський, Я. В. Пізюр, Р. П. Малачівський. Чебишовське наближення раціональним виразом функцій багатьох змінних // Кибернетика и системный анализ. — 2020. — Том. 56, № 5. — С. 146—156. 
 Malachivskyy, P.S., Pizyur, Y.V. & Malachivsky, R.P. Chebyshev Approximation by a Rational Expression for Functions of Many Variables. Cybern Syst Anal 56, 811—819 (2020). https://doi.org/10.1007/s10559-020-00302-0
- П. С. Малачівський, Я. В. Пізюр, Р. П. Малачівський, О. М. Уханська. Чебишовське наближення функцій багатьох змінних [Архівовано 12 квітня 2022 у Wayback Machine.] // Кибернетика и системный анализ. — 2020. — Том. 56, № 1. — С. 138—146. 
 Malachivskyy, P.S., Pizyur, Y.V., Malachivskyi, R.P. and O. M. Ukhanska, Chebyshev Approximation of Functions of Several Variables. Cybern Syst Anal 56, 118—125 (2020). https://doi.org/10.1007/s10559-020-00227-8
- П. С. Малачівський, В. В. Скопецький. Неперервне й гладке мінімаксне сплайн-наближення. Київ: Наук. думка, 2013. 271 с. 
 P. S. Malachivskyy and V. V. Skopetsky, Continuous and Smooth Minimax Spline Approximation [in Ukrainian], Naukova Dumka, Kyiv, 2013.
- В. В. Скопецкий, П. С. Малачивский. Чебышевское приближение функций суммой многочлена и выражения с нелинейным параметром и интерполированием в крайних точках отрезка // Кибернетика и системный анализ. — 2009. — Том. 45, № 1. — С. 58–68
 V. V. Skopetskii and P. S. Malachivskii, Chebyshev approximation of functions by the sum of a polynomial and an expression with a nonlinear parameter and endpoint interpolation, Cybernetics and Systems Analysis, Vol. 45, No. 1, pp. 58–68, 2009. https://doi.org/10.1007/s10559-009-9078-4 .
- В. О. Яцук, П. С. Малачівський. Методи підвищення точності вимірювань: підручник. Підручник. — Львів: «Бескид Біт», 2008. — 368 с. 
 V. A. Yatsuk and P. S. Malachivskyy, Methods to Improve Measurement Accuracy [in Ukrainian], Beskid Bit, Lviv (2008)

Основні наукові праці
- Skopetskyy V., Malachivskyy P., Pizyur Ya. Approximation by a smooth interpolation spline / Cybernetics and Systems Analysis, — 2011. — Vol. 47, No. 5, — Pp. — 724—730.
- Bubela T., Stolyarchuk P., Malachivskyy P., Basalkevych O. Signal Simulation Electric Systems of Admittance Monitoring // Sensors & Transducers Journal. — 2013. — Vol. 155. — Issue 8.– Pp. 294—299.
- Malachivskyy P. S., Pizyur Ya. V., Danchak N. V., Orazov E. B. Chebyshev Approximation by Exponential-Power Expression / Cybernetics and Systems Analysis, — 2013. — Vol. 49, Issue 6, — Pp. — 877—881.
- Malachivskyy P. S., Pizyur Ya. V., Danchak N. V., Orazov E. B. Chebyshev Approximation by Exponential Expression With Relative Error / Cybernetics and Systems Analysis. — 2015. — Vol. 51, No. 2, — Pp. 286—290.
- Matviychuk Yaroslav, Malachivskyy Peter, Matviychuk Olga Comparisons of the identification of mathematical macromodels in three metrics-Gaussian, Chebyshev, L1 //13th International Conference on Modern Problems of Radio Engineering, Telecommunications and Computer Science (TCSET). — IEEE, 2016. — P. 108—110.
- Bubela T., Malachivskyy P., Pokhodylo Y., Mykyychuk M., Vorobets O. Mathematical modeling of soil acidity by the admittance parameters // Eastern-European Journal of Enterprise Technologies. — 2016. — Vol 6. — No 10 (84). — P. 4-9.
- Malachivskyy, P.S., Matviychuk, Y.N., Pizyur, Y. V., Malachivskyi R. P. Uniform Approximation of Functions of Two Variables / Cybernetics and Systems Analysis. — Vol. 53. — No. 3. — 2017. — Pp. 426—431.
- Malachivskyy, P.S., Pizyur, Y. V., Andrunyk V. A. Chebyshev Approximation by the Sum of the Polynomial and Logarithmic Expression with Hermite Interpolation / Cybernetics and Systems Analysis. — Vol. 54. — No. 5. — 2018. — Pp. 765—770.
- Malachivskyy P., Pizyur Ya. Chebyshev approximation of the steel magnetization characteristic by the sum of a linear expression and an arctangent function // Mathematical Modeling and Computing. — Vol. 6. — No. 1. — 2019. — Pp. 77–84.
- Malachivskyy P. S., Pizyur Y. V., Malachivskyi R. P., Ukhanska O. M. Chebyshev approximation of functions of several variables / Cybernetics and Systems Analysis, Vol. 56. — No. 1, 2020. — Pp. 118—125.